# Pirocroïta
La pirocroïta és un mineral de la classe dels òxids, que pertany al grup de la brucita. Tep el nom del grec πύρ, "foc", i χρώσις, "colorant", en al·lusió al canvi de color després de la ignició.

## Característiques
La pirocroïta és un hidròxid de fórmula química Mn(OH)₂. Cristal·litza en el sistema trigonal. La seva duresa a l'escala de Mohs es troba entre 2,5 i 3.
Segons la classificació de Nickel-Strunz, la pirocroïta pertany a «04.FE - Hidròxids (sense V o U) amb OH, sense H₂O; làmines d'octaedres que comparetixen angles» juntament amb els següents minerals: amakinita, brucita, portlandita, theofrastita, portlandita, bayerita, doyleïta, gibbsita, nordstrandita, boehmita, lepidocrocita, grimaldiïta, heterogenita, feitknechtita, litioforita, quenselita, ferrihidrita, feroxihita, vernadita i quetzalcoatlita.

## Formació i jaciments
Va ser descoberta a la mina Stora Pajsberg, a la localitat de Pajsberg, dins el municipi de Filipstad (Comtat de Värmland, Suècia). Tot i tractar-se d'una espècie no gaire habitual ha estat descrita en tots els continents del planeta a excepció de l'Antàrtida.